# Ondřejnice
Die Ondřejnice ist ein rechter Nebenfluss der Oder in Tschechien.

## Verlauf
Die Ondřejnice entspringt zwischen Kunčice pod Ondřejníkem und Pstruží auf dem Ondřejník-Kamm in den Mährisch-Schlesischen Beskiden am Nordhang der Skalka (964 m). Ihr Lauf führt zunächst in nordwestliche Richtung durch die Kozlovická kotlina, auf diesem Abschnitt erstreckt sich entlang des Flusses das Dorf Kozlovice. Danach durchquert die Ondřejnice das Hügelland Palkovické hůrky. An seinem Lauf liegen die Ortschaften Rybí, Podlesí, Hukvaldy mit der gleichnamigen Burgruine und Dolní Sklenov. Danach wendet sich die Ondřejnice nach Norden und tritt in die Příborská pahorkatina ein. Entlang ihres weiteren Laufes liegen Rychaltice, Fryčovice, Brušperk und Stará Ves. Nach 30,3 Kilometern mündet die Ondřejnice westlich von Proskovice in die Oder.
Zwischen Rychaltice und Fryčovice überbrückt die Staatsstraße I/48/Europastraße 462 den Fluss.

## Zuflüsse
- Říčka (r), Kozlovice
- Lhotecký potok (r), Kozlovice
- Myslíkovský potok (r), Kozlovice
- Bačův potok (r), unterhalb Kozlovice
- Telecí potok (l), Rybí
- Rybský potok (r), Rybí
- Brusná (l), unterhalb Rybí
- Sklenovský potok (l), Dolní Sklenov
- Krnalovický potok (r), Fryčovice
- Kašice (r), Fryčovice
- Ptáčnický potok (r), bei Ptáčnik
- Oběšelý potok (r), oberhalb Brušperk
- Horní Kotbach (r), Brušperk
- Machůvka (r), Stará Ves
- Jarkovský potok (r), nördlich von Stará Ves